# Жан-Батіст Сантерр
Жан-Батист Сантерр — французький живописець, академік Королівської академії живопису і скульптури (з 1704; асоціативний член з 1698); представник «великого стилю» епохи Людовика XIV, відомий як автор портретів, жанрових і релігійних сцен, що зробив істотний вплив на розвиток мистецтва рококо і неокласицизму.

## Біографія
Жан-Батист Сантерр народився 23 березня 1651 року під французьким містечком Маньї-ан-Вексеном, близько 55 кілометрів на північний захід від французької столиці, ставши дванадцятою дитиною в сім'ї купця Андре Сантерра.
Мистецтву малювання навчався спершу у Франсуа Лемера, потім у Бон Булоня Старшого. 1704 року Сантерра отримав звання академіка за картину «Купання Сусанни», яке зберігається в Луврі і до цього дня є одним з найбільш популярних творів художника.
В основному Жан-Батист Сантерра писав портрети, біблійні і жанрові композиції; за стилем Сантерра — типовий рубенсист. Чи не пориваючи остаточно з академічними традиціями, він вніс у мистецтво ті елементи інтимності, які визначають стиль французького живопису в епоху Рококо. Улюблені ним біблійні сцени зазвичай забарвлюються нальотом еротики. Портрети носять менш помпезний, ніж у інших сучасних йому портретистів, характер. У портретні зображення часто вводяться жанрові деталі. Сантерра любить тепле золотаве висвітлення і гарячий «рубенсівський» колорит.
Жан-Батист Сантерра помер 21 листопада 1717 року в місті Парижі.
Твори Сантерра по праву займають почесне місце в провідних музеях світу, зокрема, вони представлені в Ермітажі Санкт-Петербурга («Дві актриси», «Дама з вуаллю») і в Державному музеї образотворчих мистецтв імені О. С. Пушкіна в Москві («урок музики», «Юна дівчина»).

## Галерея

Вибрані роботи
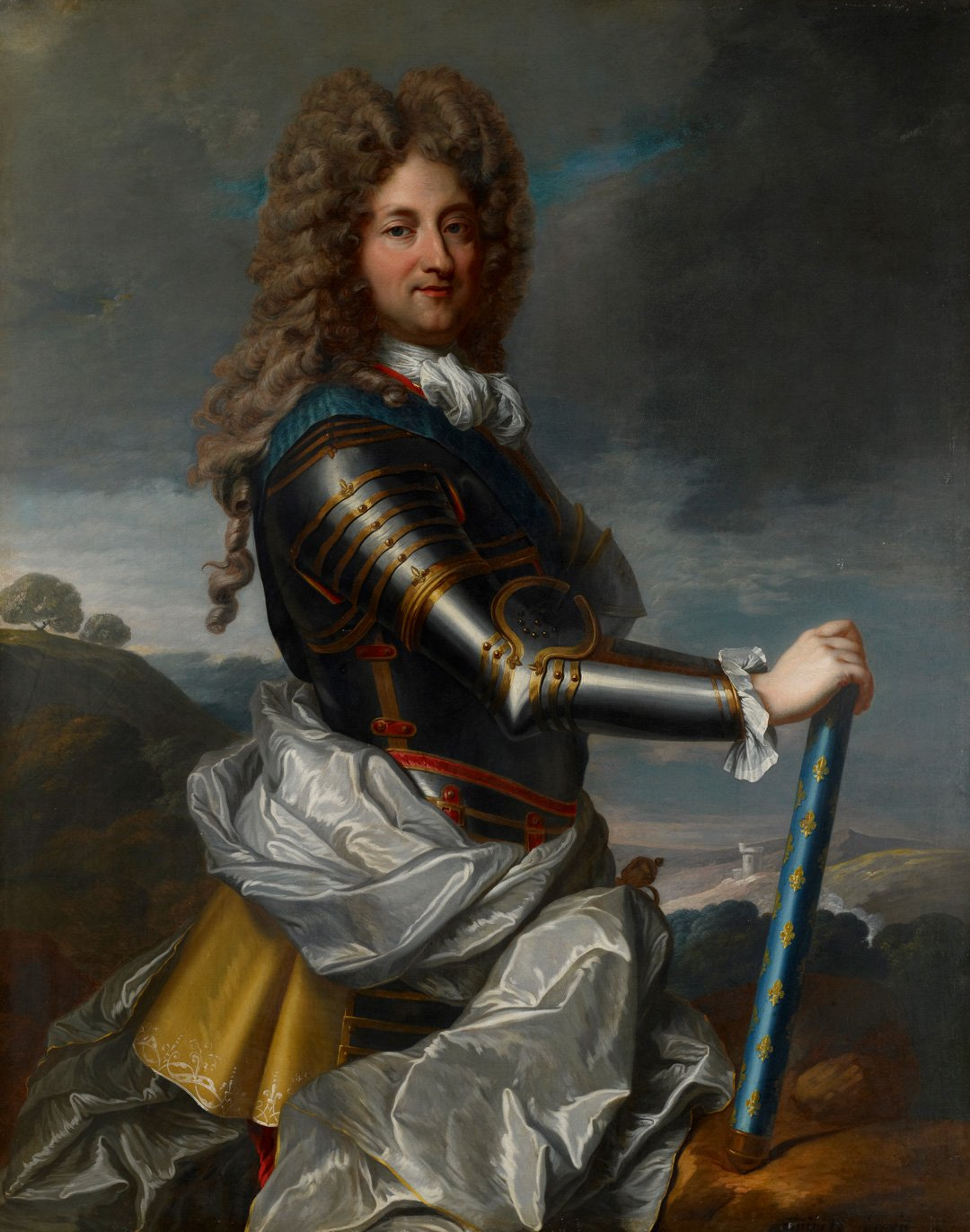
Портрет герцога Філіпа II Орлеанського. близько 1710—1717, Музей і художня галерея Бірмінгема, Бірмінгем
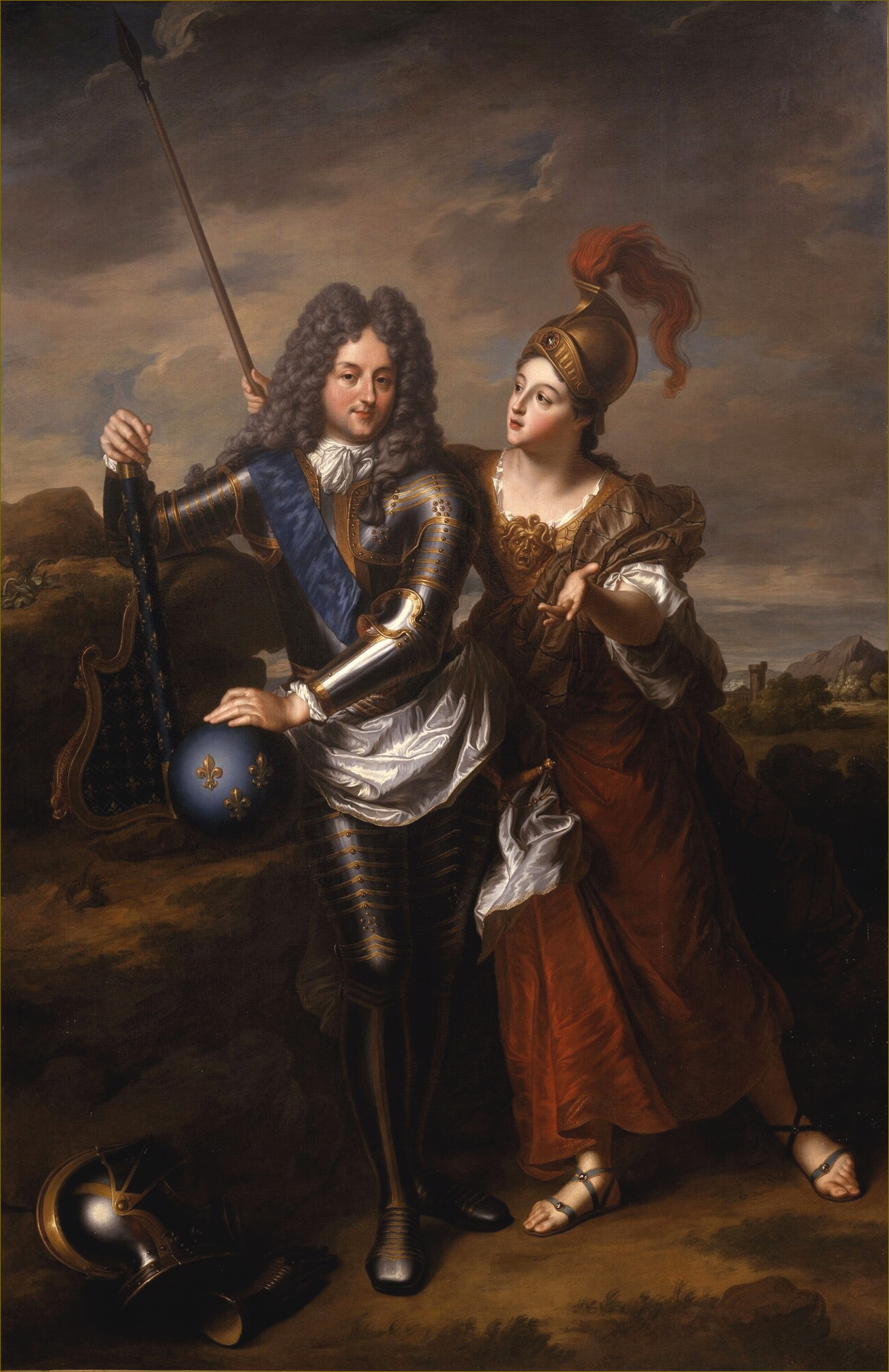
Портрет герцога Філіпа II Орлеанського і мадам де Парабер в образі Мінерви. близько 1715—1716, Версаль
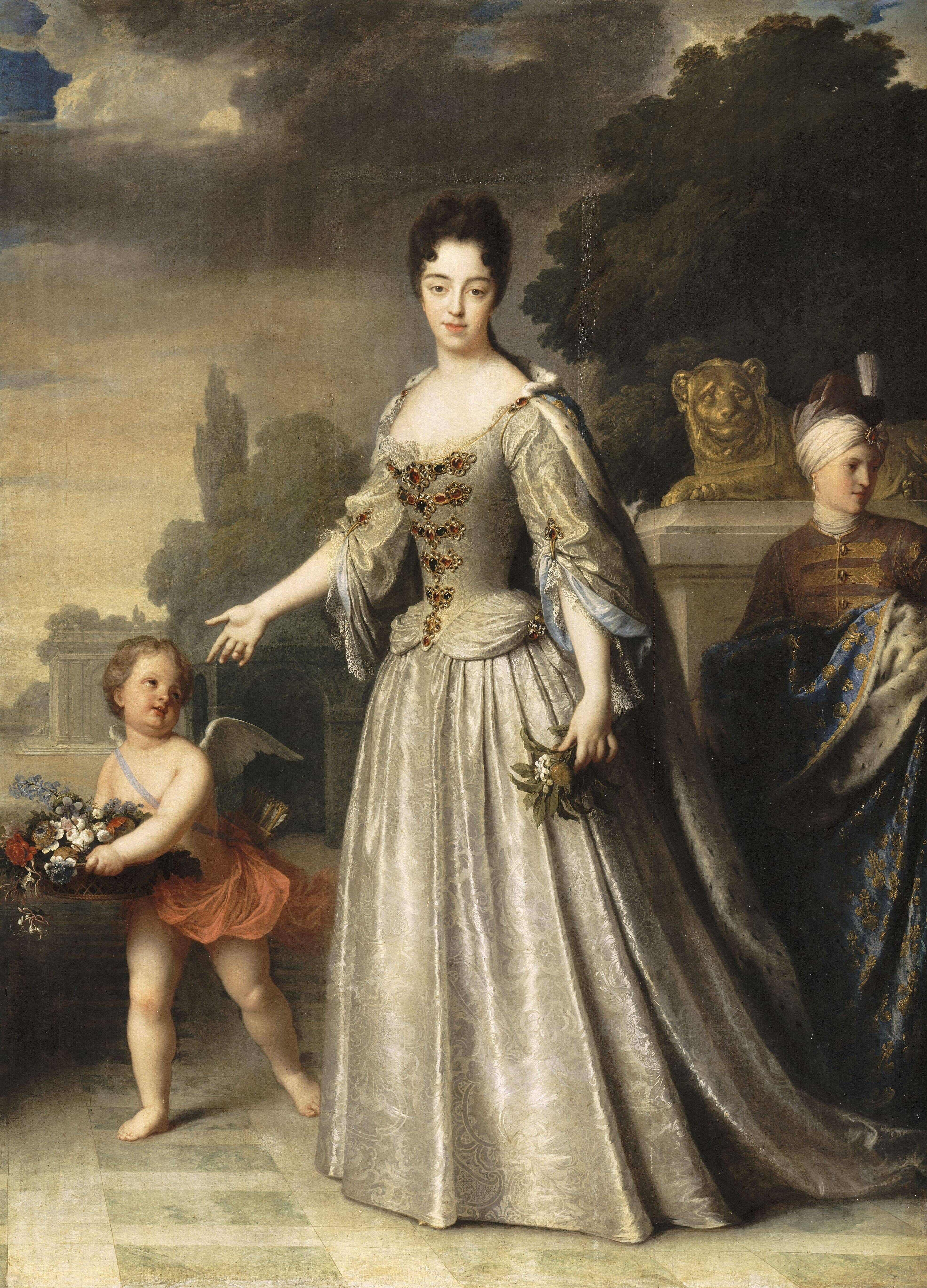
Портрет Марії Аделаїди Савойської, герцогині Бургундської. 1709, Версаль
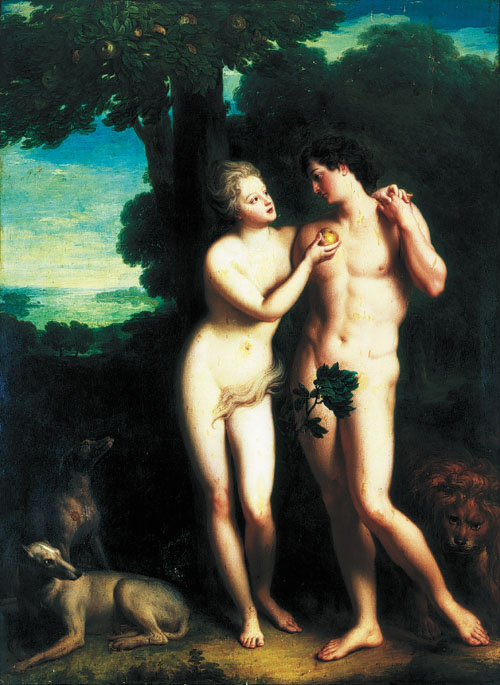
Адам і Єва. близько 1716—1717, Колекція Девіда Роше, Мельбурн
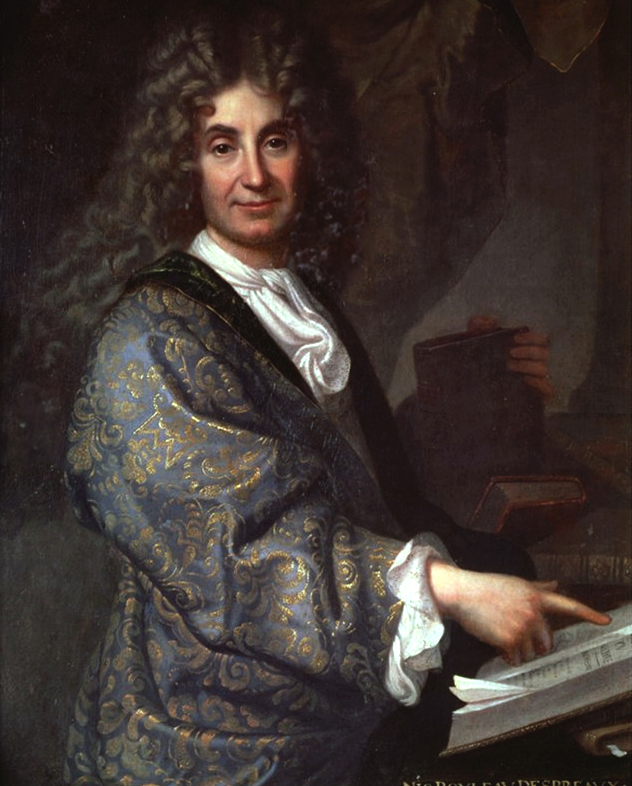
Портрет Нікола Буало. 1690-ті роки, Ліонський музей мистецтв
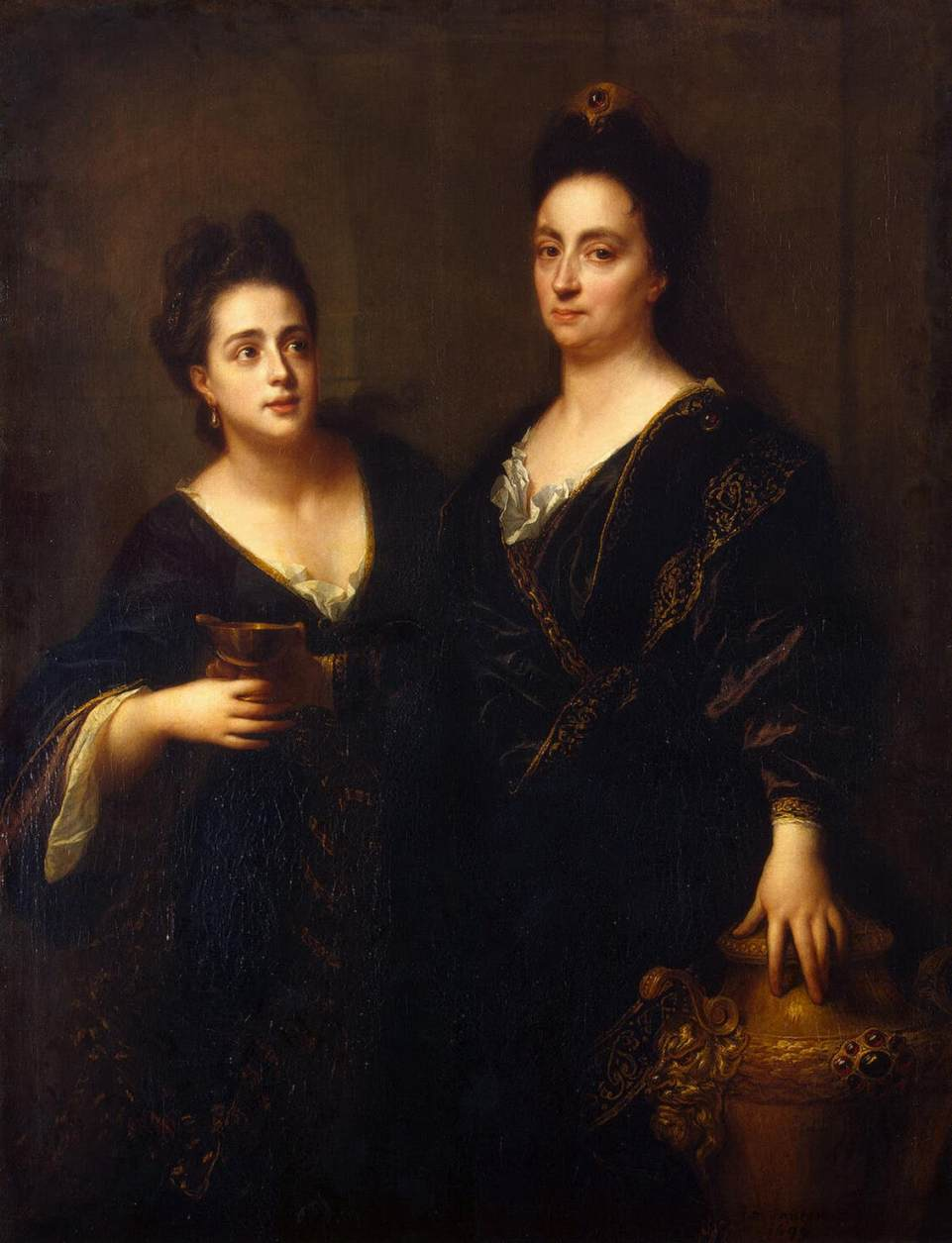
Дві актриси. 1699, Ермітаж, Санкт-Петербург
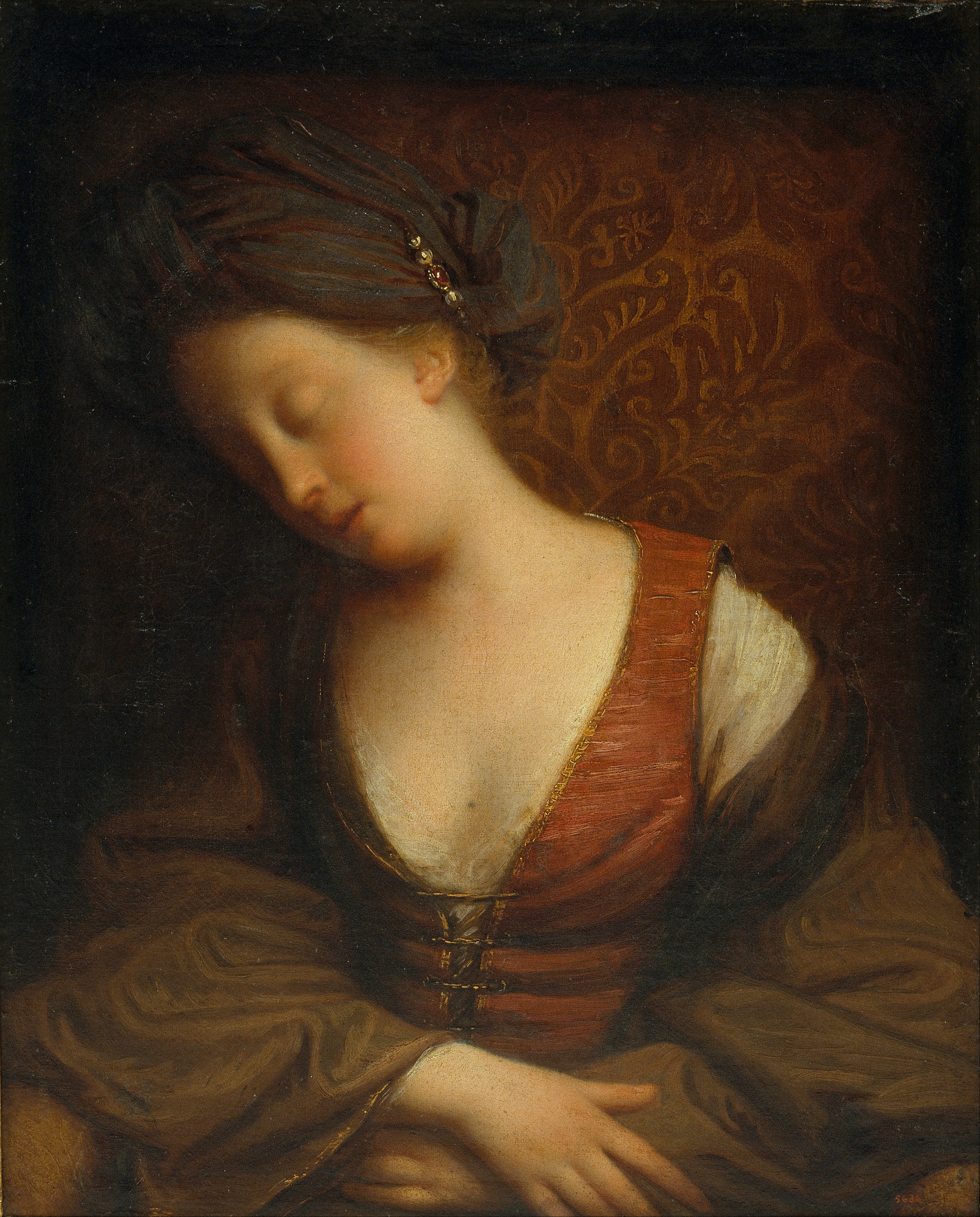
Спляча жінка. близько 1710 Національний музей Каталонії, Барселона
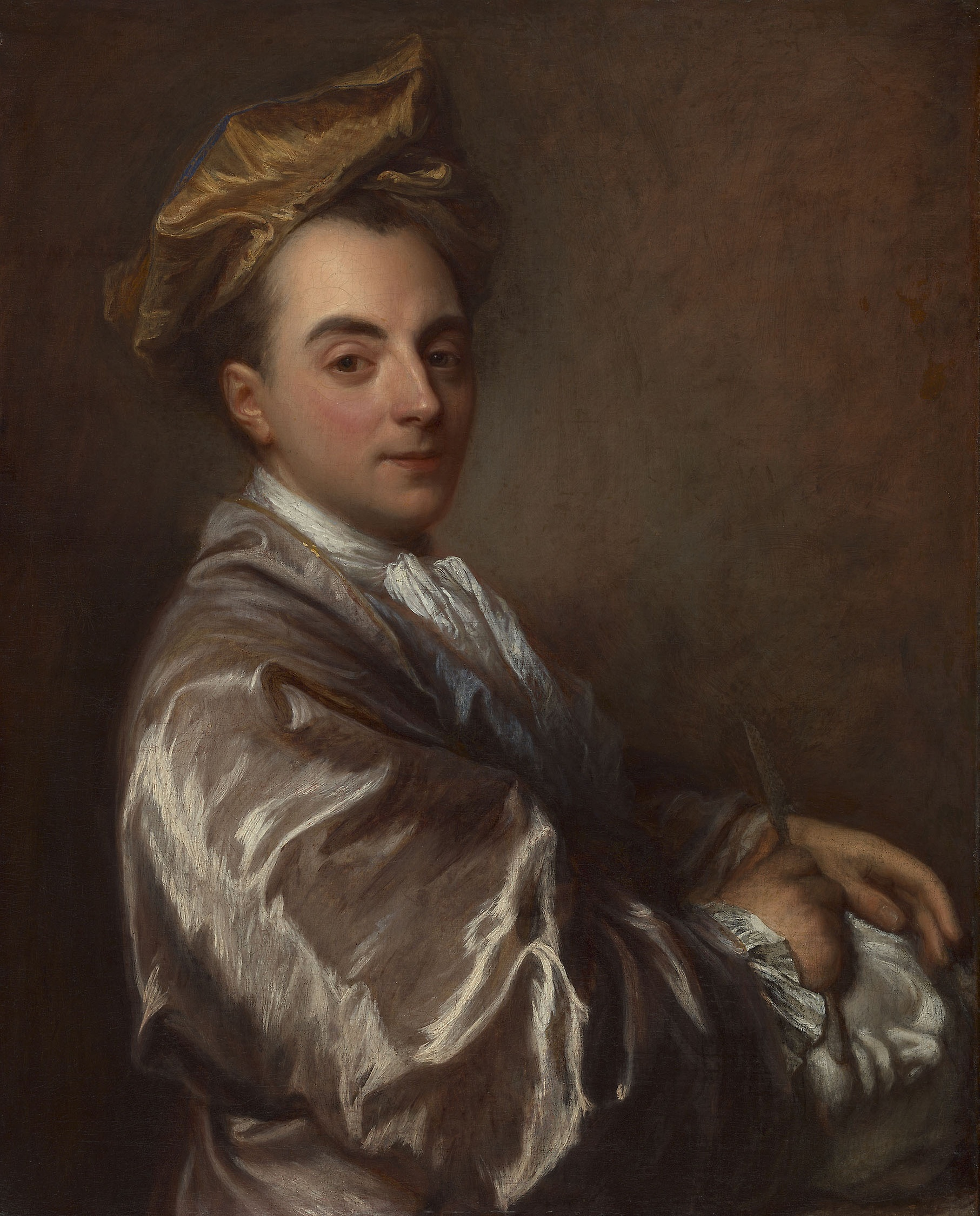
Портрет скульптора. 1700-ті, Інститут мистецтв, Чикаго
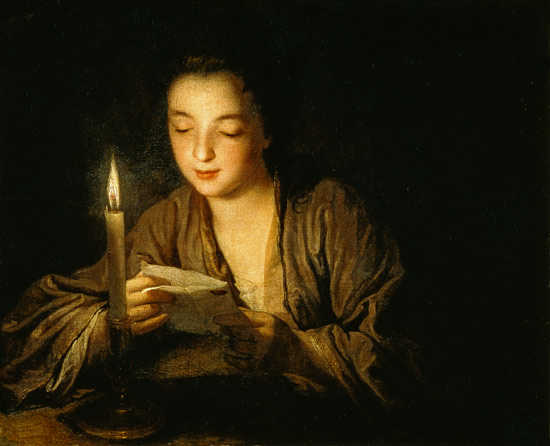
Дівчина зі свічкою. близько 1700, Державний музей образотворчих мистецтв ім. О.Пушкіна, Москва
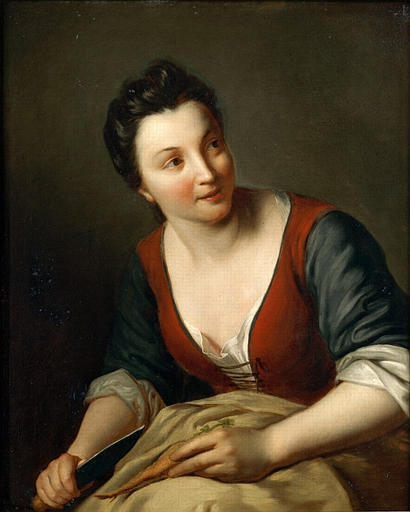
Кухарка Музей мистецтв, Нант
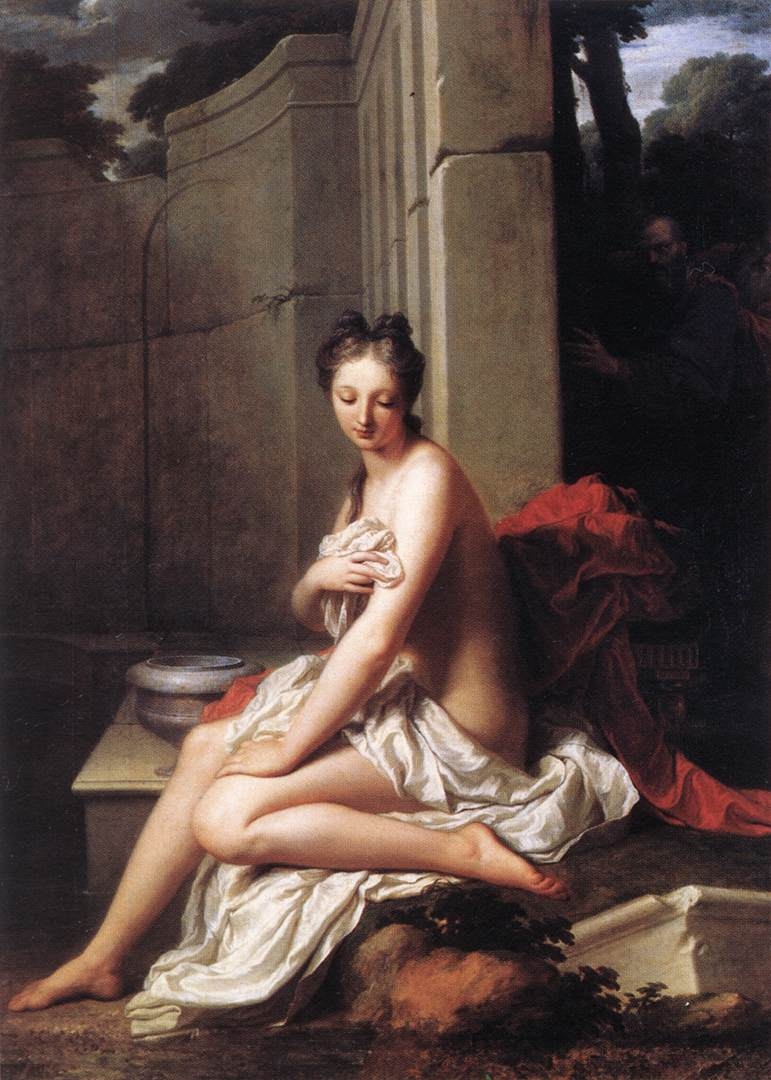
Сусанна і старці. близько 1704 Лувр, Париж
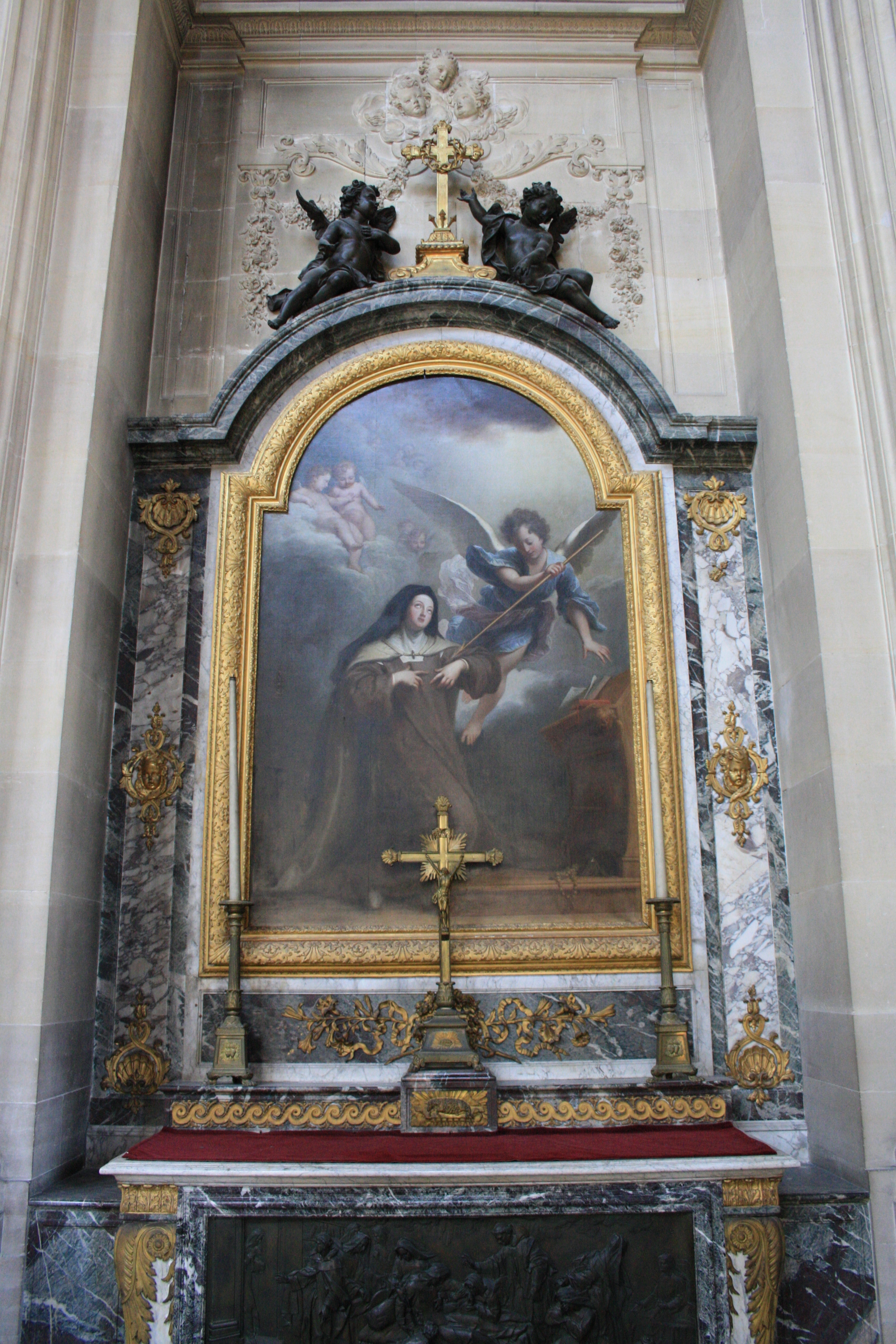
Екстаз святої Терези. 1710, Версаль